# 十日町橋
十日町橋（とおかまちばし）は、新潟県十日町市の信濃川に架かる国道253号の橋長476.3メートル (m) の道路橋梁。

## 概要

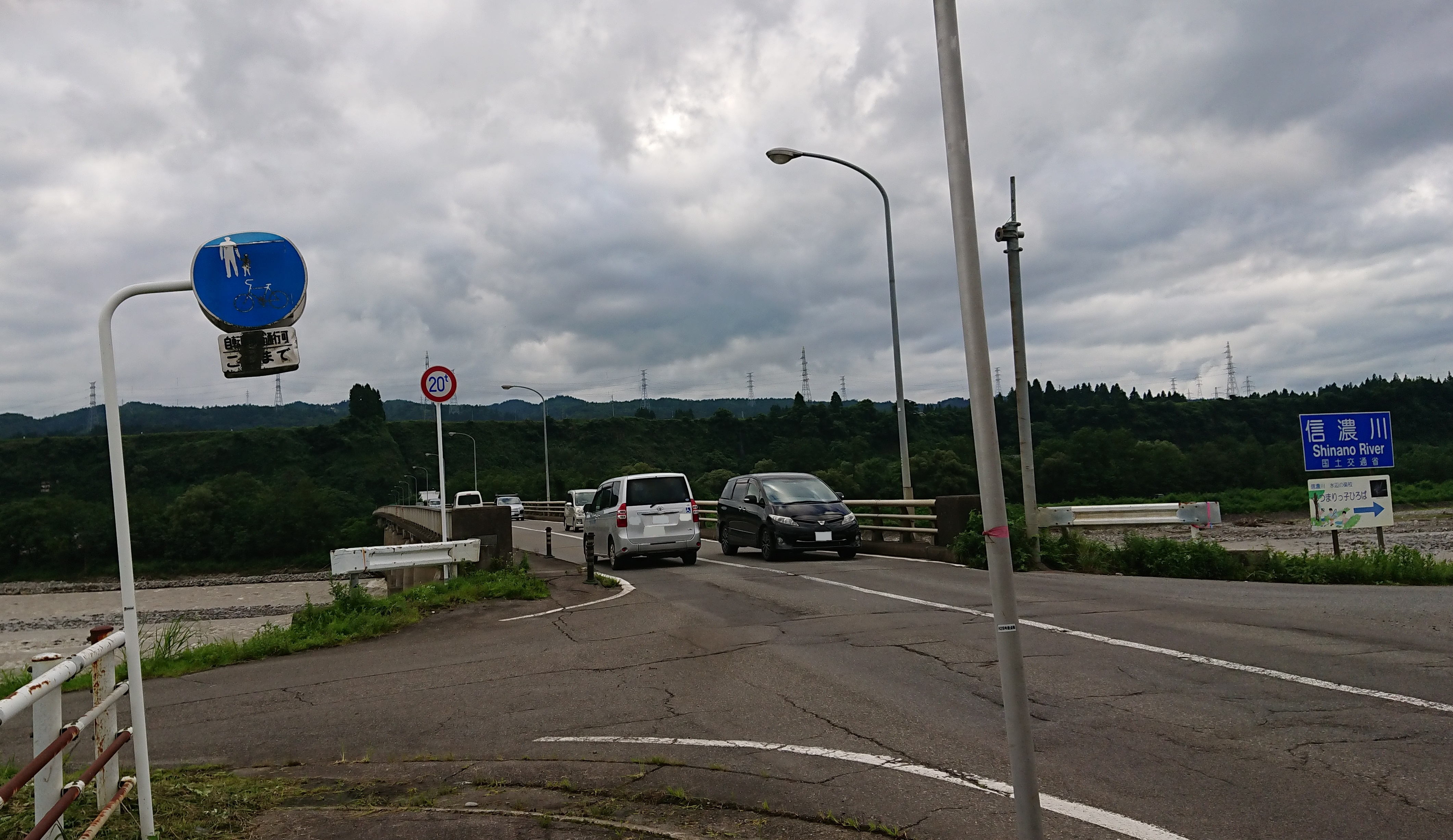
東端からの十日町橋

十日町市に架かる信濃川の橋梁としては最も古く、1922年（大正11年）に架設されてから度たびの改修を経て現在に至っている。十日町小唄に謳われる橋である。
- 形式 - 鋼単純活荷重合成鈑桁橋4連+PC単純桁橋1連+RCカンチレバー桁橋10連[注釈 1][2]
- 橋長 - 476.3 m[1]
  - 支間割 - 4×42.4 m + 23.4 m + 5× ( 28.2 m + 14.2 m )[3][2]
- 幅員[2]
  - 車道 - 6.0 m
  - 歩道 - 両側0.75 m

## 歴史
本橋の架橋以前、十日町と川西千手を結ぶ孫左衛門渡しが室町時代からあったとされ、1486年（文明18年）道興が北陸を旅した際に、孫左衛門渡しの下流にある、十日町中条と川西上野を結ぶ木落し渡しを通過した際に記載がある。
中魚沼郡の信濃川では、1897年（明治30年）に県境に近い、足滝の渡し付近に木吊橋の宮野原橋が、1908年（明治41年）に郡最北の岩沢渡しに鋼吊橋の岩沢橋（魚沼橋）が架橋された。しかし、1911年（明治44年）に飯山鉄道が開通し、郡内に県道6本が整備されたにもかかわらず、郡の南北端に2橋あるのみで、南北およそ40キロメートルに渡り架橋されていなかった。このため、郡内各地で架橋運動がおこり、このうち十日町橋では岡田龍松を中心に、架橋運動がおこり、1919年（大正8年）に期成同盟会が発足した。このため、城之古渡しと孫左衛門渡しほぼ中間地点を架橋地点として、1922年（大正11年）8月に着工した。工事は、地盤が悪く、度たびの洪水にも悩まされ、翌年の関東大震災の影響で鋼材の到着が4か月遅れるなど難航したが、1924年（大正13年）10月5日に、新潟県道十日町直江津港線として、中央部に鋼吊橋、側端部に木桁橋の十日町橋が完成した。
吊橋部は、3径間からなり、鋼索・鋼塔で鋼プラットトラスによる補剛桁を有し、木床であった。支間割は主径間378.75フィート（約115.4 m）、側径間118フィート（約36.0 m）であり、有効幅員は15フィート（約4.6 m）であった。また、木橋部は1,344フィート（約409.7 m）であった。架橋に際し、当時の先端技術を動員し、完成当時は県下有数の名橋と謳われたが、雪解けのたびに水路が変わり、完成翌年に既に吊橋部に変状をきたした。
度たびの洪水の影響を受け、1935年（昭和10年）9月に洪水時には木橋部を通るバスが流され、車掌と小学校教諭の2名行方不明となるなど、洪水時に木橋部が流失を繰り返し、多いときには復旧に年40 - 50日を要し、その都度孫左衛門渡しに頼らざるを得なかった。本橋は中魚沼郡と刈羽郡・頸城郡を結ぶ要所であるため、毎年のように起こる流失は大きな社会問題となり、1947年（昭和22年）に十日町橋架替期成会が結成され、中山竜次を始め運動した。中山は1925年（大正14年）の完成以後の十日町橋破損史を編纂し、県当局に提出したことで、請願が順調に進み、1951年（昭和26年）5月、鋼吊橋部に繋げ、十日町橋側にコンクリート桁橋部が完成し、十日町橋は永久橋となった。この際、中山は架橋に併せ、河川改修も行うよう尽力し、川幅が100 m以上短縮された。
さらに、1966年（昭和41年）夏から十日町橋の拡幅工事を開始し、1967年（昭和42年）3月に鋼吊橋部を架け替え、拡幅が完了した。1980年（昭和55年）には、カンチレバーの吊桁をプレテンションPC桁に置き換えた。
2019年（令和元年）7月5日より劣化を理由として、車両総重量20トンの規制が行われているが、規制解除を目的に2021年（令和3年）5月に夜間通行止め、中大型車終日通行止めによる補修工事を実施中である。